# Phil Baran

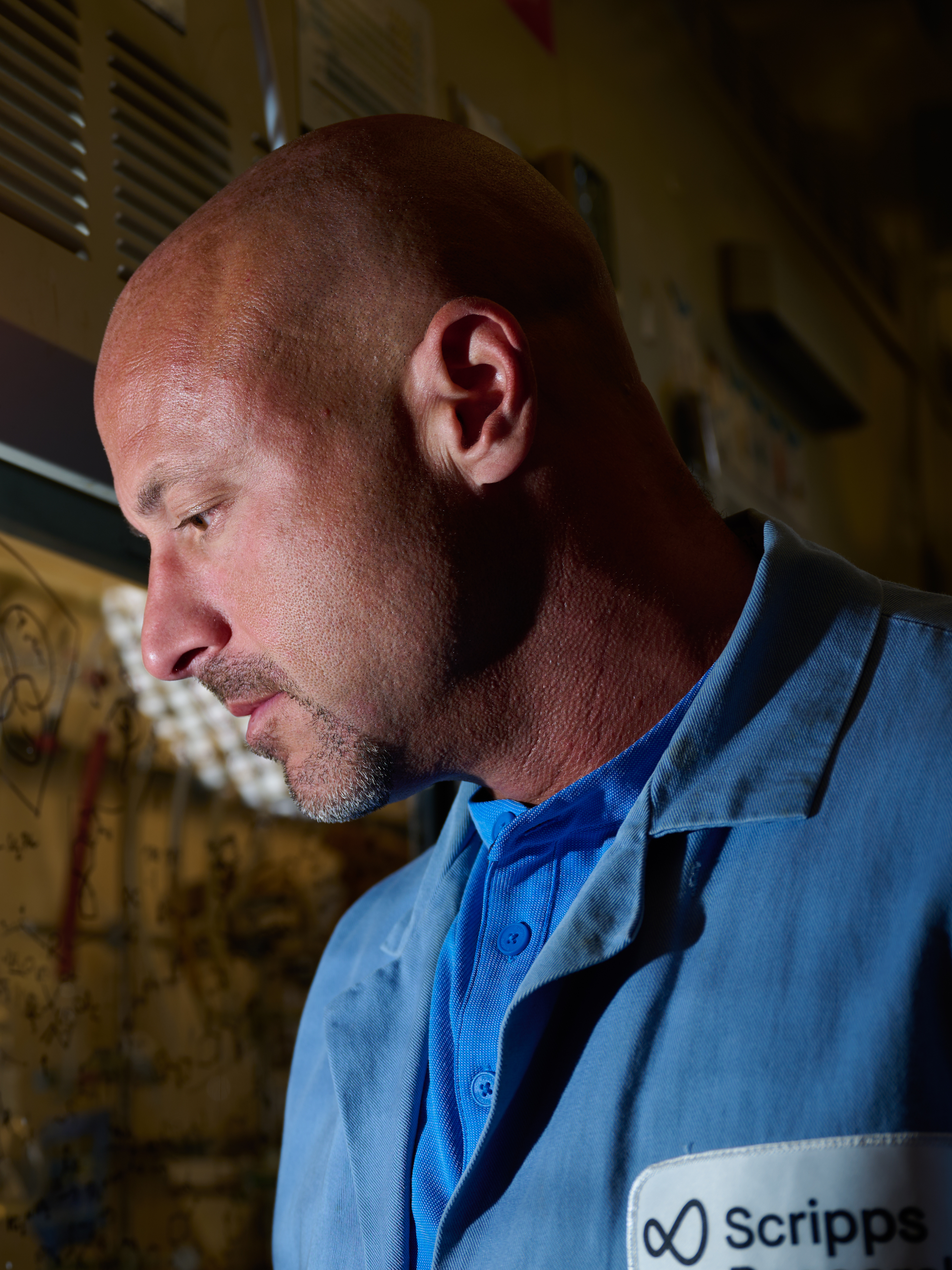
Phil Baran, 2022

Phil S. Baran (* 10. August 1977 in Denville (New Jersey)) ist ein US-amerikanischer Chemiker. Er befasst sich mit organischer Synthese (Totalsynthese), speziell biologisch aktiver und pharmakologisch interessanter Naturprodukte.

## Leben und Werk
Baran erhielt 1997 seinen Bachelor-Abschluss an der New York University und wurde 2001 am Scripps Research Institute in La Jolla promoviert. 2001 bis 2003 war er als Post-Doktorand an der Harvard University, bevor er Assistant Professor am Scripps Research Institute wurde. 2006 wurde er Associate Professor und 2008 Professor. Seit 2009 ist er Mitglied des Skaggs Institute for Chemical Biology.
Er entwickelte neue Methoden der organischen Synthese einer breiten Palette wichtiger Naturprodukte (von Indolen bis Terpenen), die auch für Massenproduktion geeignet sind. In jüngster Zeit synthetisierte er zum Beispiel Cortistatin A, ein steroides Alkaloid aus Meereslebewesen, das vielversprechende Eigenschaften zur Unterbindung der Angiogenese zeigt mit medizinischen Anwendungen unter anderem in der Krebstherapie und Augenheilkunde, und Ouabagenin, ein Steroid, das in der Kardiologie angewandt wird.
2011 fand er eine sichere Methode, Fluor in organische Verbindungen einzubauen, was unter anderem zur Steigerung der Effizienz von Medikamenten benutzt wird, die so weniger schnell in der Leber abgebaut werden. Eine MacArthur Fellowship erhielt er 2013.
Eine Reihe von ihm entwickelter Reagenzien wird als Baran Reagents von Sigma Aldrich vermarktet.

## Ehrungen und Mitgliedschaften
- 2000 Hoffmann-La Roche Award for Excellence in Organic Chemistry
- 2005 Amgen Young Investigator Award und Astra Zeneca Excellence in Chemistry Award
- 2005–2006 Eli Lilly Young Investigator Award und Glaxo SmithKline Chemistry Scholar Award
- 2005 DuPont Young Professor Award
- 2006 Pfizer Award for Creativity in Organic Chemistry
- 2007 Fresenius Award und Hirata Gold Medal
- 2007/2008 Novartis Lecturer
- 2010 American Chemical Society Award in Pure Chemistry,
- 2010 Thieme-IUPAC Prize in Synthetic Organic Chemistry
- 2009 Sackler-Preis
- 2012 Howard Memorial Lecture, Universität Sydney
- 2013 wurde er MacArthur Fellow.
- 2013 Synthetic Organic Chemistry Award der Royal Society of Chemistry
- 2015 Mitglied der American Academy of Arts and Sciences
- 2017 Mitglied der National Academy of Sciences
- 2019 Inhoffen-Medaille

2006 bis 2008 war er Sloan Fellow und 2006 bis 2010 erhielt er einen NSF Career Award.

## Schriften
- mit K. C. Nicolaou, Dionisios Vourloumis, Nicolas Winssinger: The Art and Science of Total Synthesis at the Dawn of the Twenty-First Century, Angewandte  Chemie, International Edition, Band 39, 2000, S. 44–122

## Belege
1. ↑  Organic chemist Phil Baran, NPR vom 25. September 2013, abgerufen am 8. Oktober 2018.

| Personendaten    | Personendaten              |
| ---------------- | -------------------------- |
| NAME             | Baran, Phil                |
| ALTERNATIVNAMEN  | Baran, Phil S.             |
| KURZBESCHREIBUNG | US-amerikanischer Chemiker |
| GEBURTSDATUM     | 10. August 1977            |
| GEBURTSORT       | Denville (New Jersey)      |